# متلازمة القصور الصدري
متلازمة القصور الصدري هي عدم قدرة الصدر على دعم التنفس الطبيعي. وغالبًا ما تترافق مع شذوذاتٍ في الصدر أو العمود الفقري. تُعد خيارات العلاج محدودةً، وتتضمن الرعاية الداعمة للرئة، وبعض الإجراءات الجراحية (رأب الصدر [الإنجليزية] أو غرس أجهزة ضلع تيتانيوم صناعي عمودي قابل للتوسيع [الإنجليزية]).